# Wilhelm Freiherr von Waldenfels

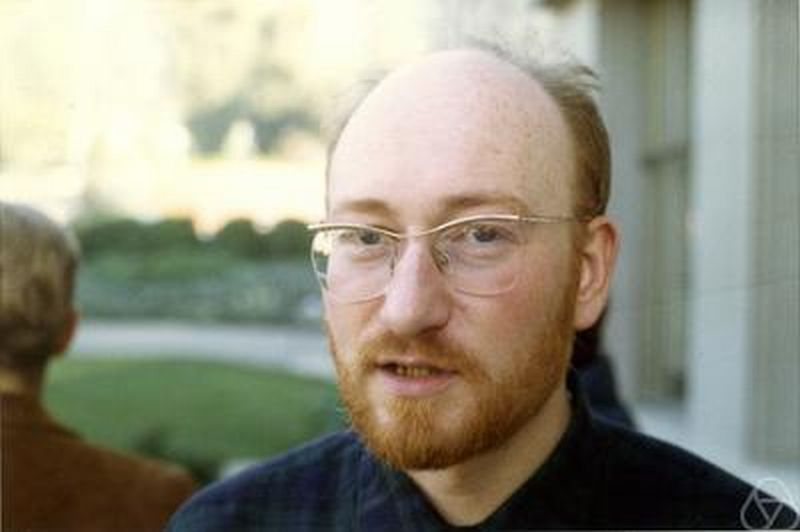
Wilhelm Freiherr von Waldenfels 1969 in Berkeley

Wilhelm Freiherr von Waldenfels (* 22. Februar 1932 in Bischofsheim an der Rhön; † 14. März 2021 in Fürstenberg/Havel) war ein deutscher Physiker und Mathematiker. Er war an der Universität Heidelberg als Professor für Angewandte Mathematik tätig und befasste sich mit dem Gebiet der Stochastik. Sein Forschungsschwerpunkt lag dabei auf der Quantenstochastik (d. h. der Wahrscheinlichkeitstheorie für nichtkommutative Variablen), mit der er sich bereits in den 1970er-Jahren intensiv auseinandersetzte.

## Leben
Wilhelm von Waldenfels stammte aus dem Adelsgeschlecht Waldenfels und war der Sohn des Oberforstmeisters Ernst Freiherr von Waldenfels (1894–1980) und von Charlotte Susanne Hack (1908–2003). Er besuchte unter anderem das Jean-Paul-Gymnasium in Hof, machte in Bayreuth am Graf-Münster-Gymnasium im Jahr 1949 das Abitur und studierte ab 1950 Physik an der TH München und der Sorbonne mit dem Physik-Diplom an der TH München 1956. Danach war er Assistent im Institut für Physikalische Chemie und von 1958 bis 1966 wissenschaftlicher Mitarbeiter am Institut für Plasmaphysik der Forschungszentrum Jülich. Er wurde 1962 an der RWTH Aachen bei Heinz König promoviert (Eine Klasse stationärer Markow-Prozesse). Ab 1966 war er wissenschaftlicher Mitarbeiter am Mathematischen Institut der Universität Saarbrücken, an der er sich 1966 in Mathematik habilitierte. 1967 wurde er außerplanmäßiger Professor in Saarbrücken und hatte 1968 eine Vertretungsprofessur an der TH München. 1969 wurde er Professor und Direktor des Instituts für Angewandte Mathematik an der Universität Heidelberg. Rufe auf Professuren an die TH München sowie die Universität Regensburg lehnte er ab. 1974/75 und 1983 bis 1985 war er Dekan der Fakultät für Mathematik. 1997 emeritierte er.
Er befasste sich mit der mathematischen Behandlung verschiedener stochastischer Probleme der Physik, zum Beispiel Druckverbreiterung von Spektrallinien und Quantenversion stochastischer Prozesse. 1978 gab er mit N. Giri (Montreal) eine nichtkommutative (Quanten) Version des zentralen Grenzwertsatzes.
In den 1960er Jahren befasste er sich mit funktionalanalytischen Aspekten der Wahrscheinlichkeitstheorie und untersuchte ausgehend von Markow-Halbgruppen fast positive Operatoren.
1969 war er Gastprofessor an der University of California, Berkeley und er war mehrfach Gastprofessor an der Queen’s University in Kingston (Ontario).
Zu seinen Doktoranden zählen die Universitätsprofessoren Michael Schürmann, Roland Speicher und Michael Skeide (Universität Molise).
Er war seit 1958 mit Else Tschinkel (1930–2020) verheiratet und hatte sechs Söhne und zwei Töchter: Friedrich von Waldenfels (* 1959), Walburg von Waldenfels (* 1960, † 2000), Hans von Waldenfels (* 1962, † 1983), Ernst von Waldenfels (* 1963), Rudolf von Waldenfels (* 1965), Anna von Waldenfels (* 1966), Bernhard von Waldenfels (* 1971), Ruprecht von Waldenfels (* 1973).
Er hinterließ 18 Enkel und Enkelinnen sowie zwei Urenkel.
Seit 1991 lebte er in eheähnlicher Gemeinschaft mit seiner Lebensgefährtin Sigrun Sara Stumpf (* 1938), zuletzt in Himmelpfort.

## Schriften
- Herausgeber mit Luigi Accardi Quantum probability and applications, Springer Verlag, Teil 2 bis 5, 1985 bis 1990 (Workshops in Rom, Heidelberg, Oberwolfach)